# Nova vas pri Jelšanah
Nova vas pri Jelšanah este o localitate din comuna Ilirska Bistrica, Slovenia, cu o populație de 15 locuitori.